# 斯維京
50°18′35″N 28°42′38″E / 50.30972°N 28.71056°E
斯維京（烏克蘭語：Світин），是烏克蘭北部的村莊，隸屬日托米爾州的日托米爾區。該村面積1.19平方公里，海拔高度220米，2001年人口397，人口密度每平方公里334.46人。